# ロシア生活党
ロシア生活党（Российская партия жизни、Rossiyskaya Partiya Zhizni、Russian Party of Life）はロシアの政党。党首は、ロシア連邦議会上院（連邦会議）議長のセルゲイ・ミロノフ（ミローノフ）。本部はモスクワにある。
ロシア生活党の政治的立場は、公式サイトによれば、経済問題については自由主義、それ以外の政治路線については国家主義的な立場を取ると主張している。
2003年12月7日に行われたロシア連邦議会下院（国家会議）代議員選挙では、ロシア再生党と同盟を組み、比例代表で統一名簿を作成した。しかし、統一名簿に2002年にロシア人初のミス・ユニバースに選ばれ、4ヵ月後ミスのタイトルを剥奪されたことで（本人はタイトルは剥奪されたのではなく自分から返還したと主張）話題となったオクサナ・フェドローワを筆頭とする何人かの著名人を載せたがわずか1.9%しか獲得できなかった。
2006年10月統一地方選挙で予想外に躍進し、10月28日祖国、ロシア年金党とともに新党「公正ロシア」を結成した。